# Una página de locura
Una página de locura (狂った一頁 Kurutta Ichipeiji?) es una película muda japonesa de 1926 dirigida por Teinosuke Kinugasa. Perdida durante cuarenta y cinco años hasta que su director la redescubrió en su almacén en 1971, la película es producto de un grupo de artistas de vanguardia en Japón conocido como Shinkankakuha (o Escuela de las Nuevas Percepciones) que intentó superar la representación naturalista.
Yasunari Kawabata, quien ganaría el Premio Nobel de Literatura en 1968, fue acreditado en la película con la historia original. A menudo se le cita como el guionista de la película, y se imprime una versión del guion en sus obras completas, pero actualmente el guion se considera una colaboración entre él, Kinugasa, Banko Sawada y Minoru Inuzuka. Eiji Tsuburaya está acreditado como asistente de cámara.

## Argumento
La película tiene lugar en un manicomio en el campo. En medio de una lluvia torrencial, un conserje deambula por los pasillos revelando a los diversos pacientes que padecen enfermedades mentales. Al día siguiente, llega una joven y se sorprende al ver a su padre, el conserje, trabajando allí. Su madre está internada en el asilo y se había vuelto loca debido a la crueldad de su esposo, el conserje, cuando era marinero. El marido, sintiéndose culpable, aceptó un trabajo en el manicomio para cuidarla. La hija anuncia que pronto se casará con un buen joven, pero el conserje comienza a preocuparse ya que la sociedad en ese momento todavía mantenía la visión prejuiciosa de que la enfermedad mental se heredaba. Si la familia del joven se enterara de la enfermedad de la madre, el matrimonio podría cancelarse.
En el trabajo, la relación del conserje con su esposa, desconocida para el asilo, interfiere con su trabajo. Se pelea con algunos reclusos varones cuando golpean a su esposa, y el médico jefe lo regaña severamente. Estos eventos hacen que el conserje experimente una serie de fantasías, mientras pierde lentamente el control de la frontera entre los sueños y la realidad. Primero sueña con ganar la lotería que podría darle a su hija como parte de su dote. Cuando su hija llega a decirle que su matrimonio está en problemas, él piensa en sacar a su esposa del manicomio para ocultar su existencia. También fantasea con matar al médico jefe, pero la visión se sale de control cuando ve a un recluso barbudo casándose con su hija. El conserje finalmente sueña con repartir máscaras de nō a los reclusos, brindándoles caras felices. Vuelve a trabajar trapeando los pisos, y ya no puede visitar la sala de su esposa porque perdió las llaves (recogidas por el médico). Ve pasar al recluso barbudo, que le hace una reverencia por primera vez, como si se inclinara ante su suegro.

## Reparto
- Masao Inoue como el conserje del asilo;
- Ayako Iijima como la hija del conserje;
- Yoshie Nakagawa como la esposa del conserje;
- Hiroshi Nemoto como el prometido de la hija;
- Misao Seki como el médico jefe;
- Minoru Takase como el paciente A;
- Eiko Minami como la bailarina;
- Kyosuke Takamatsu como el paciente B, el recluso barbudo;
- Tetsu Tsuboi como el paciente C;
- Shintarō Takiguchi como el hijo del portero.

## Estreno
Una página de locura fue proyectada por primera vez en Tokio el 10 de julio de 1926. Las proyecciones habrían incluido la narración en vivo de un narrador o benshi (弁士), como era lo común en Japón durante la época muda, así como acompañamiento musical. El famoso benshi Musei Tokugawa narró la película en el teatro Musashinokan de Shinjuku en Tokio.

## Recepción
La recepción de la película desde su redescubrimiento ha sido mayoritariamente positiva. Dennis Schwartz de Ozus' World Movie Reviews otorgó a la película una calificación de A, describiéndola como «una obra vibrante e inquietante de gran poder emocional». La revista Time Out elogió la película y escribió: «Una página de locura sigue siendo una de las películas japonesas más radicales y desafiantes jamás vistas aquí». Panos Kotzathanasis de Asian Movie Pulse.com la llamó «una obra maestra», elogiando la actuación, la música y las imágenes de la película. Jonathan Crow, de AllMovie, elogió sus «escenografías pintadas, espeluznantes», la iluminación y la edición, calificándolas de «una sorprendente exploración de la naturaleza de la locura». El avance de la película de la BBC de Nottingham Culture la llamó «una reflexión de ballet sobre nuestras pesadillas subconscientes, que examina los estados de los sueños de una manera que es a la vez hermosa y muy perturbadora». Jonathan Rosenbaum, de The Chicago Reader, elogió el estilo expresionista, las imágenes y las representaciones de la locura de la película como «tanto sorprendentes como fascinantes».
Más tarde la película fue incluida en el número 50 en la lista de las «100 mejores películas de terror de todos los tiempos» de Slant Magazine, citando las imágenes y la atmósfera de la cinta como «persistentes mucho después de que termina la película».